# Roberto Merino
Roberto Merino Ramírez (Chiclayo, 19 maggio 1982) è un ex calciatore peruviano con cittadinanza spagnola, di ruolo centrocampista.

## Caratteristiche tecniche
Soprannominato dai tifosi della Salernitana Mago Merino, è detto anche il Maradona delle Ande per la sua grande tecnica.

## Carriera

### Club
Nel 1998 passa al Mallorca, dove entra a far parte del settore giovanile. Esordisce da professionista proprio col Mallorca B, con cui gioca un pugno di partite nell'arco di due anni. Arriva così il trasferimento al Málaga B, sempre nella Segunda División spagnola, dove totalizza 35 presenze e segnando 3 gol. Nel 2004, Merino si trasferisce nella Prima Divisione svizzera per giocare nel Servette. Il fallimento del club lo fa rientrare subito in Spagna, sempre in Segunda, al Ciudad de Murcia. Merino rimane spesso fermo per infortunio, finché non accetta un trasferimento in Grecia, all'Akratitos. Nel gennaio 2006, Merino viene ingaggiato dall'Atromitos F.C., squadra di prima divisione greca, nella quale si mette in mostra con 8 gol in due stagioni e mezza.
Svincolato dopo la scadenza del suo contratto con i greci, nel febbraio 2009 firma un accordo quadriennale con la Salernitana; realizza il suo primo gol nel campionato italiano di Serie B il 18 aprile 2009 contro l'AlbinoLeffe con un tiro da oltre 40 metri. Con le sue giocate risulta decisivo nella salvezza della squadra granata. Durante il ritiro precampionato della stagione 2009-2010, Merino subisce un brutto infortunio alla gamba che lo tiene lontano dai campi per quattro mesi; fa il suo ritorno in campo il 21 novembre, durante la partita Grosseto-Salernitana. Colleziona 25 presenze e 2 reti, con i granata che chiudono il torneo all'ultimo posto.
L'8 gennaio 2011 si trasferisce in prestito all'Al-Naser, squadra del campionato kuwaitiano, ma dopo solo un mese rescinde il contratto con il club e torna alla Salernitana. Il 28 febbraio 2011 viene ceduto in prestito ai connazionali dell'Unión Comercio, club militante nella massima serie peruviana.
Svincolatosi dopo il fallimento dei campani, l'11 luglio 2011 firma per il Juan Aurich, con cui vince il Campeonato Descentralizado.
All'inizio del 2012 torna in Italia: il 24 gennaio viene ufficializzato il suo passaggio in prestito con diritto di riscatto alla Nocerina. Si presenta ai suoi nuovi tifosi esordendo con un goal contro il Bari, siglando la rete del definitivo pareggio con un gran pallonetto (1-1).Segna il suo secondo gol in stagione con un bellissimo sinistro al volo da fuori area siglando il definitivo (2-1) contro il Gubbio.Segna il terzo gol su rigore per il definitivo (3-1) contro il Verona. Garantisce la vittoria della Nocerina contro l'Empoli (2-1) su rigore segnando il suo quarto gol. È ancora decisivo il 5 maggio 2012 nella partita giocata contro l'AlbinoLeffe (1-0), siglando la sua quinta rete in campionato e mantenendo vive le speranze salvezza-play out per la Nocerina. Il 20 maggio segna una doppietta nel 3-0 al Padova. In campionato conta 17 presenze e realizza 7 reti, che non sono però sufficienti ad evitare ai campani la retrocessione in Prima Divisione.
Il 29 luglio 2012 viene rinnovato il prestito alla Nocerina, con in aggiunta l'opzione per l'acquisto a titolo definitivo. Segna il suo primo gol alla prima giornata di campionato nella stagione 2012-2013 in Lega Pro Prima Divisione il 2 settembre Nocerina - Andria Bat, realizzando il 2-2 finale.
Il 2 gennaio 2013 risolve anzitempo il contratto con i campani, per poi trasferirsi a parametro zero ai colombiani del Deportes Tolima.
A fine gennaio 2019 firma un contratto con la squadra della Puteolana militante nel campionato di Eccellenza Campania.
Svincolatosi dai campani, l'11 settembre 2019 firma un contratto con lo Spoleto.
Nel dicembre del 2019 si trasferisce al Sora. Il 1º gennaio 2020 si ritira dal calcio giocato.
Il 29 ottobre 2023 torna in campo con il Torrione Olympica Cilento, squadra di prima categoria, facendo il suo esordio nella gara casalinga persa 1-3 contro lo Stabia City. Il 16 dicembre 2023 sigla su punizione la sua prima rete con gli azzurro-granata, nella sconfitta 4-1 contro il Living Sarno.

### Nazionale
Fu convoncato dalla Spagna under 19, ai tempi in cui giocava nel Maiorca. Nel marzo 2008, invece, Merino riceve la sua prima convocazione per la nazionale peruviana, in occasione di una partita amichevole contro la Costa Rica, ma non scende in campo a causa di un infortunio. Fa il suo esordio in nazionale il 7 giugno 2009, durante la partita Perù-Ecuador, subentrando a inizio ripresa e mettendosi in mostra con alcuni assist preziosi e raccogliendo parecchi calci di punizione.

## Statistiche

### Presenze e reti nei club
Statistiche aggiornate al 30 gennaio 2011.
| Stagione           | Squadra            | Campionato         | Campionato | Campionato | Coppe nazionali | Coppe nazionali | Coppe nazionali | Coppe continentali | Coppe continentali | Coppe continentali | Altre coppe | Altre coppe | Altre coppe | Totale | Totale | Totale |
| Stagione           | Squadra            | Comp               | Pres       | Reti       | Comp            | Pres            | Reti            | Comp               | Pres               | Reti               | Comp        | Pres        | Reti        | Pres   | Reti   |        |
| ------------------ | ------------------ | ------------------ | ---------- | ---------- | --------------- | --------------- | --------------- | ------------------ | ------------------ | ------------------ | ----------- | ----------- | ----------- | ------ | ------ | ------ |
| 2000-2001          | Maiorca            | PD                 | 0          | 0          | CR              | 0               | 0               | Int                | 2                  | 0                  | -           | -           | -           | 2      | 0      |        |
| 2001-2002          | Maiorca            | PD                 | 0          | 0          | CR              | 1               | 0               | UCL+CU             | 0                  | 0                  | -           | -           | -           | 1      | 0      |        |
| Totale Maiorca     | Totale Maiorca     | Totale Maiorca     | 0          | 0          |                 | 1               | 0               |                    | 2                  | 0                  |             | -           | -           | 3      | 0      |        |
| 2000-2001          | Maiorca B          | SDB                | 22         | 0          | -               | -               | -               | -                  | -                  | -                  | -           | -           | -           | 22     | 0      |        |
| 2001-2002          | Maiorca B          | SDB                | 19         | 2          | -               | -               | -               | -                  | -                  | -                  | -           | -           | -           | 19     | 2      |        |
| ago. 2002          | Maiorca B          | SDB                | 1          | 0          | -               | -               | -               | -                  | -                  | -                  | -           | -           | -           | 1      | 0      |        |
| Totale Maiorca B   | Totale Maiorca B   | Totale Maiorca B   | 42         | 2          |                 | -               | -               |                    | -                  | -                  |             | -           | -           | 42     | 2      |        |
| ago. 2002-2003     | Málaga B           | SDB                | 15+5       | 4+1        | -               | -               | -               | -                  | -                  | -                  | -           | -           | -           | 20     | 5      |        |
| 2003-2004          | Málaga B           | SD                 | 35         | 3          | -               | -               | -               | -                  | -                  | -                  | -           | -           | -           | 35     | 3      |        |
| Totale Málaga B    | Totale Málaga B    | Totale Málaga B    | 50+5       | 7+1        |                 | -               | -               |                    | -                  | -                  |             | -           | -           | 55     | 8      |        |
| 2004-gen. 2005     | Servette           | SL                 | 12         | 3          | CS              | 0               | 0               | CU                 | 1                  | 0                  | -           | -           | -           | 13     | 3      |        |
| gen.-giu. 2005     | Murcia             | SD                 | 8          | 0          | CR              | -               | -               | -                  | -                  | -                  | -           | -           | -           | 8      | 0      |        |
| 2005-gen. 2006     | Akratītos          | AE                 | 8          | 0          | CG              | 0               | 0               | -                  | -                  | -                  | -           | -           | -           | 8      | 0      |        |
| gen.-giu. 2006     | Atromitos          | AE                 | 12         | 2          | CG              | -               | -               | -                  | -                  | -                  | -           | -           | -           | 12     | 2      |        |
| 2006-2007          | Atromitos          | SL                 | 19         | 6          | CG              | 0               | 0               | CU                 | 2                  | 0                  | -           | -           | -           | 21     | 6      |        |
| 2007-2008          | Atromitos          | SL                 | 11         | 0          | CG              | 2               | 0               | -                  | -                  | -                  | -           | -           | -           | 13     | 0      |        |
| Totale Atromitos   | Totale Atromitos   | Totale Atromitos   | 42         | 8          |                 | 2               | 0               |                    | 2                  | 0                  |             | -           | -           | 46     | 8      |        |
| gen.-giu. 2009     | Salernitana        | B                  | 9          | 1          | CI              | -               | -               | -                  | -                  | -                  | -           | -           | -           | 9      | 1      |        |
| 2009-2010          | Salernitana        | B                  | 25         | 2          | CI              | 0               | 0               | -                  | -                  | -                  | -           | -           | -           | 25     | 2      |        |
| 2010-gen. 2011     | Salernitana        | 1D                 | 13         | 2          | CI+CI-LP        | 1+1             | 0               | -                  | -                  | -                  | -           | -           | -           | 15     | 2      |        |
| Totale Salernitana | Totale Salernitana | Totale Salernitana | 47         | 5          |                 | 2               | 0               |                    | -                  | -                  |             | -           | -           | 49     | 5      |        |
| Totale carriera    | Totale carriera    | Totale carriera    | 214        | 26         |                 | 5               | 0               |                    | 5                  | 0                  |             | -           | -           | 224    | 26     |        |

### Cronologia presenze e reti in nazionale
| Cronologia completa delle presenze e delle reti in nazionale ― Perù | Cronologia completa delle presenze e delle reti in nazionale ― Perù | Cronologia completa delle presenze e delle reti in nazionale ― Perù | Cronologia completa delle presenze e delle reti in nazionale ― Perù | Cronologia completa delle presenze e delle reti in nazionale ― Perù | Cronologia completa delle presenze e delle reti in nazionale ― Perù | Cronologia completa delle presenze e delle reti in nazionale ― Perù | Cronologia completa delle presenze e delle reti in nazionale ― Perù |
| Data                                                                | Città                                                               | In casa                                                             | Risultato                                                           | Ospiti                                                              | Competizione                                                        | Reti                                                                | Note                                                                |
| ------------------------------------------------------------------- | ------------------------------------------------------------------- | ------------------------------------------------------------------- | ------------------------------------------------------------------- | ------------------------------------------------------------------- | ------------------------------------------------------------------- | ------------------------------------------------------------------- | ------------------------------------------------------------------- |
| 7-6-2009                                                            | Lima                                                                | Perù                                                                | 1 – 2                                                               | Ecuador                                                             | Qual. Mondiali 2010                                                 | -                                                                   | 45’                                                                 |
| Totale                                                              |                                                                     | Presenze                                                            | 1                                                                   |                                                                     | Reti                                                                | 0                                                                   |                                                                     |

## Palmarès

### Club
- Campionato peruviano: 1

Juan Aurich: 2011